# Övre Schlesien

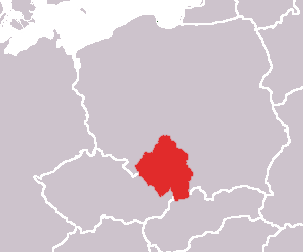
Övre Schlesiens läge i nuvarande Polen.

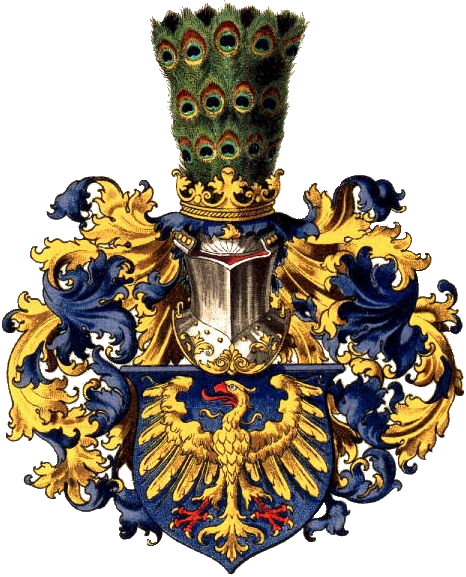
Övre Schlesiens vapen, 1800-talet

Övre Schlesien (tyska Oberschlesien, polska Górny Śląsk) är ett historiskt tyskt landskap vid övre Oder i sydöstra Schlesien. Efter andra världskriget blev Oberschlesien en del av Polen.

## Geografi
Övre Schlesien var beläget kring övre Oders flodsystem. 1910 utgjorde området 12,923 km2 och hade c:a 2,2 miljoner invånare (1910), varav 53 procent var polsktalande.  I stort sett var Övre Schlesien ett föga fruktbart skogsland, som till 95% var ganska glest bebott, medan nästan halva befolkningen bodde i det c:a 500 km2 stora industriområdet i sydöst, vilket förutom bly- och järnmalm inrymde Europas största zinkmalmslager samt högvärdiga stenkolsflötser med ungefär en fjärdedel av världsdelens hela stenkolsförråd. Området var således en mycket viktig faktor i det europeiska näringslivet.
Större städer är Opole (tyska: Oppeln), Katowice (tyska: Kattowitz), Gliwice (tyska: Gleiwitz) och Bytom (tyska: Beuthen). 

## Historia
År 990 blev Nedre Schlesien polskt och förblev så till 1163, då Schlesien blev hertigdöme under Tysk-Romerska riket.  Under en tid på 1300-talet lydde Schlesien under kungadömet Böhmen, men kom senare att läggas som eget hertigdöme under huset Habsburg.. Preussen erövrade området 1742 och det var sedan del av Tyskland från 1870 till 1921. 
Enligt Versaillesfreden 1919 skulle invånarna i tyska Övre Schlesien (med undantag av ett mindre område med 50.000 invånare som tillföll Tjeckoslovakien) genom folkomröstning få visa, om de önskade tillhöra Tyskland eller Polen. Enligt 1910 års statistik var 53 % av befolkningen polsktalande. Skillnaderna mellan nationaliteterna var dock tydligt socialt framträdande, i det att polackerna ofta var småbrukare, lantbrukare och industriarbetare, medan tyskarna ofta tillhörde de högre samhällsskikten och till stor del var stadsbor.
Från polsk sida sökte man skapa fait accompli genom att ockupera landet, och två polska uppror utbröt under ledning av Wojciech Korfanty i augusti 1919 och augusti 1920. Vid omröstningen avgavs 59,6 procent av rösterna för Tyskland och 40,4 procent för Polen. Tyskland krävde, att hela Övre Schlesien skulle förbli tyskt, men Polen begärde dess delning; för att ge eftertryck åt sina krav organiserade Korfanty en tredje polsk resning. Blodiga polsk-tyska strider rasade, och landet besattes av allierade trupper. England stödde den tyska, Frankrike den polska ståndpunkten. Frågan hänsköts till Nationernas förbund, som lät den utredas av en kommission, vars förslag godtogs av förbundsrådet och den 20 oktober 1921 av ambassadörkonferensen. Beslutet innebar en kompromiss mellan de engelska och franska ståndpunkterna. Övre Schlesien kom att delas, men delningslinjen avvek från den av Polen begärda s.k. Korfanly-linjen. Tyskland behöll den nordvästra och större delen (9 713 km2, c:a 1,3 miljoner invånare) som blev provinsen Oberschlesien med Oppeln som huvudstad, och Polen fick resten (3 210 km2, 900 000 invånare), som nu ingick i Schlesiens vojvodskap med huvudstaden Katowice. Beslutet var gynnsamt för Polen, som erhöll en stor del av det viktiga gruvområdet.
Delningslinjen följde främst lantkommunernas röstning, och blandkommunerna tillföll Polen. Den polska delen kom att bestå av ungefär 30 % av arealen och ungefär 42 % av befolkningen. Det polska området kom dock att omfatta 4/5 av det egentliga industriområdet med alla kol-, bly- och zinkfyndigheter samt större delen av järnverken. Inom det polska området hade 45 % av rösterna avgivits för Tyskland, i det tyska området 33 % för Polen. Städerna Kattowitz, Tarnowitz och Königshütte med huvudsakligen tysk majoritet tillföll Polen. För att mildra de ekonomiska konsekvenserna för Tyskland fastställdes ett övergångsavtal som gav detta land rätt till tullfri import av gruvprodukter från det polska området. I juli 1922 trädde delningsöverenskommelsen i kraft.
I maj 1922 slöt Tyskland och Polen ett fördrag rörande de nationella minoriteternas behandling och rättigheter för 15 år framåt. När dess giltighet upphörde 1937 var relationerna mellan Tyskland och Polen fortfarande goda; den speciella överenskommelsen rörande Oberschlesiens minoriteter förnyades ej, utan man undertecknade i stället i november 1937 en allmän deklaration, som gällde hela Tyskland, respektive Polen. Denna deklaration var dock rent principiell och måste kompletteras med en detaljöverenskommelse. Från tysk sida föreslogs underhandlingar härom, men Polen gick med härpå först i januari 1939. När de inleddes, var relationerna mellan Tyskland och Polen på väg att snabbt försämras, och underhandlingarna avbröts utan resultat i februari samma år. I september 1939 invaderade Tyskland Polen och införlivade Övre Schlesien med Tyskland.
Under andra världskriget, efter Röda arméns januarioffensiv 1945, började befolkningen att fly västerut. De flydde bland annat till Dresden i Sachsen, som dock utsattes för ett mycket omfattande bombanfall. Kanske dog så många som en kvarts miljon eller ännu fler tyskar den 13–14 februari 1945 i Dresden, varav många var flyktingar från Schlesien.